# HD 37150
HD 37150，又名BD-05 1334，SAO 132351、HR 1906，是一颗恒星，视星等为6.54，位于銀經209.37，銀緯-19.28，其B1900.0坐标为赤經5h 31m 20.9s，赤緯-5° -19.28′ 41″。